# Argynnis
Argynnis is een geslacht van vlinders uit de onderfamilie Heliconiinae van de Nymphalidae.

## Soorten
- Argynnis adippe Denis & Schiffermüller, 1775 - Bosrandparelmoervlinder
- Argynnis aglaja Linnaeus, 1758 - Grote parelmoervlinder
- Argynnis alaiensis Reuss, 1922
- Argynnis amasia Meigen, 1829
- Argynnis anadyomene Felder, 1861
- Argynnis argynnis Brown
- Argynnis argyrospilata Kotzsch, 1938
- Argynnis asahidakeana Matsumura, 1926
- Argynnis baralacha Moore, 1882
- Argynnis butleri Edwards, 1883
- Argynnis claudia Fawcett, 1904
- Argynnis coreana Butler, 1882
- Argynnis elisa Godart, 1823 - Corsicaanse parelmoervlinder
- Argynnis ella Bremer, 1864
- Argynnis hakutozana Matsumura, 1927
- Argynnis laodice (Pallas, 1771) - Tsarenmantel
- Argynnis lapponica Esper, 1790
- Argynnis laurenti Skinner, 1913
- Argynnis locuples Butler, 1881
- Argynnis ornatissima Leech, 1892
- Argynnis pandora (Denis & Schiffermüller, 1775) - Kardinaalsmantel
- Argynnis paphia (Linnaeus, 1758) - Keizersmantel
- Argynnis penelope Staudinger, 1892
- Argynnis perrii (Butler, 1882)
- Argynnis pluto Heer, 1850
- Argynnis rosea Cosmovici, 1892
- Argynnis sagana (Doubleday, 1847)
- Argynnis sobrina Weymer, 1890
- Argynnis sunides Hewitson, 1877
- Argynnis tritonia Boeber, 1812
- Argynnis vega Christoph, 1889